# Республика Корея на летних Олимпийских играх 2008
Республика Корея приняла участие в Олимпийских играх в Пекине. Всего на Играх от страны выступало 267 спортсменов в 25 видах спорта. Ниже представлен полный список южнокорейских спортсменов, квалифицировавшихся на Олимпиаду.
Изначально спортсмены Южной и Северной Кореи планировали послать объединённую делегацию на Игры, однако им не удалось согласовать детали.
Перед южнокорейскими спортсменами была поставлена задача завоевать десять золотых медалей и войти в десятку неофициального командного зачёта Игр, однако корейские атлеты превзошли большинство прогнозов, и их команда заняла общее седьмое место по числу завоеванных золотых наград, что превысило результат таких стран как Япония, Италия и Франция. Южнокорейская команда завоевала 13 золотых медалей, что стало лучшим результатом в её олимпийской истории.

## Золото
| Золото | |                                                                         |
| #      | Спортсмены | Вид спорта (дисциплина)                                                 |
| 1      | Чхве Минхо | Дзюдо, до 60 кг                                                         |
| 2      | Пак Тхэхван | Плавание, 400 м вольным стилем                                          |
| 3      | Пак Сонхён, Юн Окхи, Чу Хёнджон | Стрельба из лука, женские командные соревнования                        |
| 4      | Лим Донхён Ли Чханхван Пак Кёнмо | Стрельба из лука, мужские командные соревнования                        |
| 5      | Чин Джонъо | Пулевая стрельба, пистолет 50 м                                         |
| 6      | Са Джэхёк | Тяжёлая атлетика на летних Олимпийских играх 2008, до 77 кг, мужчины    |
| 7      | Чхан Миран | Тяжёлая атлетика на летних Олимпийских играх 2008, свыше 75 кг, женщины |
| 8      | Ли Ёндэ Ли Хёджон | Бадминтон на летних Олимпийских играх 2008, микст                       |
| 9      | Лим Суджон | Тхэквондо на летних Олимпийских играх 2008, до 57 кг, женщины           |
| 10     | Сон Тхэджин | Тхэквондо на летних Олимпийских играх 2008, до 68 кг, мужчины           |
| 11     | Хван Кёнсон | Тхэквондо на летних Олимпийских играх 2008, до 67 кг, женщины           |
| 12     | Чха Донмин | Тхэквондо на летних Олимпийских играх 2008, свыше 80 кг, мужчины        |
| 13     | Ко Ёнмин Пак Джинман Чон Кыну Ли Дэхо О Сынхван Чан Вонсам Ким Минджэ Ли Ёнгю Ким Гванхён Ким Донджу Чин Габён Чон Дэхён Хан Гиджу Ли Сынъёп Юн Сокмин Ли Тхэккын Ли Джинён Кан Минхо Ли Джонъук Квон Хёк Ким Хёнсу Пон Джунгын Сон Сынджун Рю Хёнджин | Бейсбол                                                                 |

## Серебро
| Серебро |                     |                                                  |
| #       | Спортсмены          | Вид спорта (дисциплина)                          |
| 1       | Чин Джонъо          | Стрельба, мужчины, пневматический пистолет, 10 м |
| 2       | Юн Джин Хи          | Тяжёлая атлетика, женщины, до 53 кг              |
| 3       | Ван Ги Чхун         | Дзюдо, мужчины, до 73 кг                         |
| 3       | Ким Джэ Бом         | Дзюдо, мужчины, до 81 кг                         |
| 4       | Нам Хён Хи          | Фехтование, женская рапира                       |
| 5       | Пак Тхэхван         | Плавание, мужчины, 200 м свободным стилем        |
| 6       | Пак Сонхён          | Стрельба из лука, женщины                        |
| 7       | Пак Кёнмо           | Стрельба из лука, женщины                        |
| 8       | Ли Хёджон Ли Кёнвон | Бадминтон, женские пары                          |
| 9       | Ю Вончхоль          | Спортивная гимнастика, мужчины, брусья           |

## Бронза
| Бронза |                                         |                                                     |
| #      | Спортсмен (-ы)                          | Вид спорта (дисциплина)                             |
| 1      | Пак Ынчхоль                             | Борьба греко-римская, мужчины, до 55 кг.            |
| 2      | Юн Окхи                                 | Стрельба из лука, женщины, личный зачёт.            |
| 3      | Чон Кёнми                               | Дзюдо, женщины, до 78 кг.                           |
| 4      | Хван Джиман Ли Джэджин                  | Бадминтон, мужчины, пары.                           |
| 5      | Тан Йе Со Ким Кёнъа Пак Миён            | Настольный теннис, женщины, командные соревнования. |
| 6      | О Санъын Ю Сын Мин Юн Джэюн             | Настольный теннис, мужчины, командные соревнования. |
| 7      | Ким Чунджу                              | Бокс, второй полусредний вес.                       |
| 8      | Женская сборная Южной Кореи по гандболу | Гандбол, женщины.                                   |

## Результаты выступлений Олимпийской команды

### Академическая гребля
Мужчины
| Спортсмен             | Соревнование              | Предварительный раунд | Предварительный раунд | Дополнительный раунд | Дополнительный раунд | Полуфиналы | Полуфиналы | Финал   | Финал |
| Спортсмен             | Соревнование              | Время                 | Место                 | Время                | Место                | Время      | Место      | Время   | Место |
| --------------------- | ------------------------- | --------------------- | --------------------- | -------------------- | -------------------- | ---------- | ---------- | ------- | ----- |
| Чан Канъын Ким Хонгён | Парные двойки, лёгкий вес | 6:42.97               | 19                    | 7:12.17              | 12                   | 6:47.13    | 20         | 6:47.44 | 20    |

Женщины
| Спортсменка       | Соревнование              | Предварительный раунд | Предварительный раунд | Дополнительный раунд | Дополнительный раунд | Полуфиналы | Полуфиналы | Финал   | Финал |
| Спортсменка       | Соревнование              | Время                 | Место                 | Время                | Место                | Время      | Место      | Время   | Место |
| ----------------- | ------------------------- | --------------------- | --------------------- | -------------------- | -------------------- | ---------- | ---------- | ------- | ----- |
| Син Ёнъын         | Одиночки                  | 8:17.40               | 16                    | 7:58.71              | 19                   | 8:23.62    | 21         | 7:48.31 | 20    |
| Чи Юджин Ко Ёнъын | Парные двойки, лёгкий вес | 7:39.70               | 17                    | 8:03.51              | 11                   |            |            | 7:39.46 | 17    |

### Бадминтон
Мужчины
| Спортсмен              | Соревнование     | Посев | 1/64                        | 1/32                                         | 1/16                                       | Четвертьфиналы                     | Полуфиналы                                   | Финал                     | Финал |
| Спортсмен              | Соревнование     | Посев | Соперник Счёт               | Соперник Счёт                                | Соперник Счёт                              | Соперник Счёт                      | Соперник Счёт                                | Соперник Счёт             | Место |
| ---------------------- | ---------------- | ----- | --------------------------- | -------------------------------------------- | ------------------------------------------ | ---------------------------------- | -------------------------------------------- | ------------------------- | ----- |
| Ли Хёниль              | Одиночный разряд |       |                             | Кеннет Йонассен (DEN) (5) Поб. 2-1           | Марк Цвиблер (GER) Поб. 2-0                | Бао Чуньлай (CHN) (3) Поб. 2-0     | Ли Чон Вэй (MAS) Пор. 1-2                    | Чэнь Цзинь (CHN) Пор. 1-2 | 4     |
| Пак Сонхван            | Одиночный разряд |       | Эндрю Дабека (CAN) Поб. 2-0 | Эдвин Экиринг (UGA) Поб. 2-0                 | Линь Дань (CHN) Пор. 0-2                   | Не прошёл                          | Не прошёл                                    | Не прошёл                 |       |
| Хван Джиман Ли Джэджин | Парный разряд    |       |                             | Чунг Тан Фук и Ли Ва Ва (MAS) (4) Поб. 2-1   | Тадаси Оцука и Кэита Масуда (JPN) Поб. 2-1 | Фу Хайвэн и Цай Юнь (CHN) Пор. 0-2 | Ларс Пааске и Йонас Расмуссен (DEN) Поб. 2-1 | Бронза                    |       |
| Чон Джэсон Ли Ёндэ     | Парный разряд    | 3     |                             | Ларс Пааске и Йонас Расмуссен (DEN) Пор. 0-2 | Не прошли                                  | Не прошли                          | Не прошли                                    |                           |       |

Женщины
| Спортсменка            | Соревнование     | Посев | 1/64                           | 1/32                                      | 1/16                                 | Четвертьфиналы                              | Полуфиналы                    | Финал         | Финал |
| Спортсменка            | Соревнование     | Посев | Соперник Счёт                  | Соперник Счёт                             | Соперник Счёт                        | Соперник Счёт                               | Соперник Счёт                 | Соперник Счёт | Место |
| ---------------------- | ---------------- | ----- | ------------------------------ | ----------------------------------------- | ------------------------------------ | ------------------------------------------- | ----------------------------- | ------------- | ----- |
| Чон Джэён              | Одиночный разряд |       | Камила Августин (POL) Поб. 2-0 | Хлоя Маги (IRL) Поб. 2-0                  | Чжан Нин (CHN) (2) Пор. 0-2          | Не прошла                                   | Не прошла                     | Не прошла     |       |
| Ха Джонъын Ким Минджон | Парный разряд    |       |                                | Ду Цзин и Ю Ян (CHN) (2) Пор. 1-2         | Не прошли                            | Не прошли                                   | Не прошли                     |               |       |
| Ли Хёджун Ли Кёнвон    | Парный разряд    | 4     |                                | Чин Ии Хуэй и Вонг Пей Тти (MAS) Поб. 2-0 | Цзян Яньмэй и Ли Юцзя (SIN) Поб. 2-0 | Миюки Маэда и Сатоко Суэцуна (JPN) Поб. 2-0 | Ду Цзин и Ю Ян (CHN) Пор. 0-2 | Серебро       |       |

Микст
| Спортсмен           | Соревнование  | Посев | 1/16                                              | Четвертьфиналы                             | Полуфиналы                                   | Финал                                         | Финал  |
| Спортсмен           | Соревнование  | Посев | Соперник Счёт                                     | Соперник Счёт                              | Соперник Счёт                                | Соперник Счёт                                 | Место  |
| ------------------- | ------------- | ----- | ------------------------------------------------- | ------------------------------------------ | -------------------------------------------- | --------------------------------------------- | ------ |
| Хан Санхун Хван Юми | Парный разряд |       | Лилиана Натсир и Нова Видианто (INA) (1) Пор. 0-2 | Не прошли                                  | Не прошли                                    | Не прошли                                     |        |
| Ли Хёджун Ли Ёндэ   | Парный разряд |       | Крэйг Купер и Рене Флавелл (NZL) Поб. 2-0         | Натан Робертсон и Гэйл Эммс (GBR) Поб. 2-0 | Флэнди Лимпеле и Вита Марисса (INA) Поб. 2-1 | Нова Видианто и Лилиана Натсир (INA) Поб. 2-0 | Золото |

### Баскетбол
Женская команда Южной Кореи по баскетболу была квалифицирована на Олимпиаду после победы на чемпионате Азии по баскетболу среди женщин в 2007 году. Это было шестым участием женской сборной по баскетболу на Олимпийских играх.
Мужская команда не прошла на Игры.
Предварительный раунд (Группа A)
- 9 августа  Республика Корея 68 — 62  Бразилия
- 11 августа  Республика Корея 72 — 77  Россия
- 13 августа  Республика Корея 62 — 90  Австралия
- 15 августа  Республика Корея 53 — 63  Беларусь
- 17 августа  Республика Корея 72 — 68  Латвия

| Место | Команда          | В | П | МЗ  | МП  | МР   | Очки |
| ----- | ---------------- | - | - | --- | --- | ---- | ---- |
| 1     | Австралия        | 5 | 0 | 425 | 318 | +107 | 10   |
| 2     | Россия           | 4 | 1 | 339 | 333 | +6   | 9    |
| 3     | Беларусь         | 2 | 3 | 324 | 333 | −9   | 7    |
| 4     | Республика Корея | 2 | 3 | 327 | 360 | −33  | 7    |
| 5     | Бразилия         | 1 | 4 | 337 | 354 | −17  | 6    |
| 6     | Латвия           | 1 | 4 | 334 | 338 | −54  | 6    |

Южная Корея закончила предварительный этап на 4-м месте в своей подгруппе и прошла в четвертьфинал
Финальный раунд
Четвертьфинал
- 19 августа  Республика Корея 60 — 104  США

### Бейсбол
Южнокорейская сборная заняла второе место в предолимпийском квалификационном турнире, получив тем самым путёвку на Игры. Игры 2008 года являются третьими, в которых примет участие команда по бейсболу из Южной Кореи. В 2000 году команда уже завоёвывала бронзовые медали. С третьей попытки команда завоевала золото.
Групповой этап
- 13 августа  Республика Корея 8 — 7  США
- 14 августа  Республика Корея 0 — 0  Китай (игра отложена из-за дождя)
- 15 августа  Республика Корея 1 — 0  Канада
- 16 августа  Республика Корея 5 — 3  Япония
- 17 августа  Республика Корея 1 — 0  Китай
- 18 августа  Республика Корея 9 — 8  Китайский Тайбэй
- 19 августа  Республика Корея 7 — 4  Куба
- 20 августа  Республика Корея 10 — 0  Нидерланды

| Место | Команда          | В | П | ПВ | ПП |
| ----- | ---------------- | - | - | -- | -- |
| 1     | Республика Корея | 7 | 0 | 41 | 22 |
| 2     | Куба             | 6 | 1 | 52 | 23 |
| 3     | США              | 5 | 2 | 40 | 22 |
| 4     | Япония           | 4 | 3 | 30 | 14 |
| 5     | Китайский Тайбэй | 2 | 5 | 29 | 33 |
| 6     | Канада           | 2 | 5 | 29 | 20 |
| 7     | Нидерланды       | 1 | 6 | 9  | 50 |
| 8     | Китай            | 1 | 6 | 14 | 60 |

Полуфиналы
- 22 августа  Республика Корея 6 — 2  Япония

Финал
- 23 августа   Республика Корея 3 — 2  Куба

### Бокс
Южную Корею представляло пять спортсменов.
| Спортсмен     | Соревнование | 1/32                           | 1/16                          | Четвертьфиналы                 | Полуфиналы                    | Финал                | Место                |
| Спортсмен     | Соревнование | Противник Результат            | Противник Результат           | Противник Результат            | Противник Результат           | Противник Результат  | Место                |
| ------------- | ------------ | ------------------------------ | ----------------------------- | ------------------------------ | ----------------------------- | -------------------- | -------------------- |
| Ли Ок Сон     | до 48 кг     | Роши Уоррен (USA) В 9-8        | Валид Шериф (TUN) П 5-11      | Завершил выступление           | Завершил выступление          | Завершил выступление | Завершил выступление |
| Хан Сун Чхоль | до 54 кг     |                                | Эктор Мансанилья (VEN) П 6-17 | Завершил выступление           | Завершил выступление          | Завершил выступление | Завершил выступление |
| Пэк Джон Соп  | до 60 кг     |                                | Пичай Сайотха (THA) В 10-4    | Грачик Джавахян (ARM) П WO     | Завершил выступление          | Завершил выступление | Завершил выступление |
| Ким Чон Джу   | до 69 кг     | Джек Кулкай (GER) В +11-11     | Джон Джэксон (ISV) В 10-0     | Деметриус Андраде (USA) В 11-9 | Бахыт Сарсекбаев (KAZ) П 6-10 | Завершил выступление | 3                    |
| Чо Док Чин    | до 75 кг     | Анхан Чомпхупхуанг (THA) П 3-9 | Завершил выступление          | Завершил выступление           | Завершил выступление          | Завершил выступление | Завершил выступление |

### Борьба
Вольная борьба, мужчины
| Спортсмен  | Соревнование | Квалификация                    | 1/8                             | Четвертьфиналы                | Полуфиналы          | 1-й утешительный раунд       | 2-й утешительный раунд      | Финал               |
| Спортсмен  | Соревнование | Противник Результат             | Противник Результат             | Противник Результат           | Противник Результат | Противник Результат          | Противник Результат         | Противник Результат |
| ---------- | ------------ | ------------------------------- | ------------------------------- | ----------------------------- | ------------------- | ---------------------------- | --------------------------- | ------------------- |
| Ким Хёсоп  | −55 кг       |                                 | Франциско Санчес (ESP) поб. 6-2 | Намиг Севдимов (AZE) пор. 2-4 | Не прошёл           | Не прошёл                    | Не прошёл                   | Не прошёл           |
| Ким Джондэ | −60 кг       |                                 | Мурад Рамазанов (MKD) пор. 1-7  | Не прошёл                     | Не прошёл           | Не прошёл                    | Не прошёл                   | Не прошёл           |
| Чон Ёнхо   | −66 кг       |                                 | Серафим Барзаков (BUL) пор. 2-4 | Не прошёл                     | Не прошёл           | Не прошёл                    | Не прошёл                   | Не прошёл           |
| Чо Бёнгван | −74 кг       | Бувайсар Сайтиев (RUS) пор. 2-8 |                                 |                               |                     | Ахмет Гюльхан (TUR) поб. 3-3 | Иван Фундора (CUB) пор. 0-6 | Не прошёл           |
| Ким Джэган | −120 кг      |                                 | Марид Муталимов (KAZ) пор. 1-3  | Не прошёл                     | Не прошёл           | Не прошёл                    | Не прошёл                   | Не прошёл           |

Вольная борьба, женщины
| Спортсменка | Соревнование | Квалификация        | 1/8                           | Четвертьфиналы            | Полуфиналы          | 1-й утешительный раунд | 2-й утешительный раунд       | Финал               |
| Спортсменка | Соревнование | Противник Результат | Противник Результат           | Противник Результат       | Противник Результат | Противник Результат    | Противник Результат          | Противник Результат |
| ----------- | ------------ | ------------------- | ----------------------------- | ------------------------- | ------------------- | ---------------------- | ---------------------------- | ------------------- |
| Ким Хёнджу  | −48 кг       |                     | Кайла Бремнер (AUS) поб. 10-0 | Кэрол Хвин (CAN) пор. 0-2 |                     |                        | Мария Стадник (AZE) пор. 2-4 | Не прошла           |

Греко-римская борьба
| Спортсмен     | Соревнование | Квалификация                 | 1/8                          | Четвертьфиналы                    | Полуфиналы                   | 1-й утешительный раунд | 2-й утешительный раунд | Финал                       |
| Спортсмен     | Соревнование | Противник Результат          | Противник Результат          | Противник Результат               | Противник Результат          | Противник Результат    | Противник Результат    | Противник Результат         |
| ------------- | ------------ | ---------------------------- | ---------------------------- | --------------------------------- | ---------------------------- | ---------------------- | ---------------------- | --------------------------- |
| Пак Ынчхоль   | −55 кг       |                              | Андерс Ниблом (DEN) поб. 8-1 | Спенсер Манго (USA) поб. 9-3      | Назир Манкиев (RUS) пор. 2-9 |                        |                        | Хамид Сорьян (IRI) поб. 3-3 |
| Чон Джихён    | −60 кг       |                              | Юрий Дубинин (BLR) поб. 9-0  | Нурбахыт Тенизбаев (KAZ) пор. 4-6 | Не прошёл                    | Не прошёл              | Не прошёл              | Не прошёл                   |
| Ким Мин Чхоль | −66 кг       | Али Мохаммади (IRI) пор. 2-2 | Не прошёл                    | Не прошёл                         | Не прошёл                    | Не прошёл              | Не прошёл              | Не прошёл                   |
| Ким Джонсоп   | −84 кг       | Ара Абрахамян (SWE) пор. 3-5 | Не прошёл                    | Не прошёл                         | Не прошёл                    | Не прошёл              | Не прошёл              | Не прошёл                   |
| Хан Тхэён     | −96 кг       |                              | Мирко Энглих (GER) пор. 3-4  | Не прошёл                         | Не прошёл                    | Не прошёл              | Не прошёл              | Не прошёл                   |

### Велосипедный спорт

#### Шоссейный велоспорт
Мужчины
| Спортсмен  | Соревнование         | Время               | Место |
| ---------- | -------------------- | ------------------- | ----- |
| Пак Сонбэк | Индивидуальная гонка | 7ч 03′ 04″ (+39:15) | 87    |

Женщины
| Спортсменка | Соревнование         | Время               | Место |
| ----------- | -------------------- | ------------------- | ----- |
| Сон Хиджон  | Индивидуальная гонка | 3ч 45′ 59″ (+13:35) | 58    |
| Ку Сунгын   | Индивидуальная гонка | Не финишировала     |       |

### Гандбол

#### Мужчины
Предварительный раунд — группа B
- 10 августа  Республика Корея 23 — 27  Германия
- 12 августа  Республика Корея 31 — 30  Дания
- 14 августа  Республика Корея 22 — 21  Исландия
- 16 августа  Республика Корея 24 — 22  Египет
- 18 августа  Республика Корея 22 — 29  Россия

| Место | Команда          | В | Н | П | МЗ  | МП  | МР | Очки |
| ----- | ---------------- | - | - | - | --- | --- | -- | ---- |
| 1     | Республика Корея | 3 | 0 | 2 | 122 | 129 | −7 | 6    |
| 2     | Дания            | 2 | 2 | 1 | 137 | 131 | +6 | 6    |
| 3     | Исландия         | 2 | 2 | 1 | 151 | 146 | +5 | 6    |
| 4     | Россия           | 2 | 1 | 2 | 136 | 131 | +5 | 5    |
| 5     | Германия         | 2 | 1 | 2 | 126 | 130 | −4 | 5    |
| 6     | Египет           | 0 | 2 | 3 | 127 | 132 | −5 | 2    |

Четвертьфинал
- 20 августа  Республика Корея 24 — 29  Испания

Матчи за 5-8 места
- 22 августа  Республика Корея 26 — 29  Польша
- 24 августа  Республика Корея 26 — 37  Дания

#### Женщины
Предварительный раунд — группа B
- 9 августа  Республика Корея 29 — 29  Россия
- 11 августа  Республика Корея 30 — 20  Германия
- 13 августа  Республика Корея 31 — 23  Швеция
- 15 августа  Республика Корея 32 — 33  Бразилия
- 17 августа  Республика Корея 33 — 22  Венгрия

| Место | Команда          | В | Н | П | МЗ  | МП  | МР  | Очки |
| ----- | ---------------- | - | - | - | --- | --- | --- | ---- |
| 1     | Россия           | 4 | 1 | 0 | 148 | 125 | +23 | 9    |
| 2     | Республика Корея | 3 | 1 | 1 | 155 | 127 | +28 | 7    |
| 3     | Венгрия          | 2 | 1 | 2 | 129 | 142 | −13 | 5    |
| 4     | Швеция           | 2 | 0 | 3 | 123 | 137 | −14 | 4    |
| 5     | Бразилия         | 1 | 1 | 3 | 124 | 137 | −13 | 3    |
| 6     | Германия         | 1 | 0 | 4 | 123 | 134 | −11 | 2    |

Четвертьфинал
- 19 августа  Республика Корея 31 — 23  Китай

Полуфинал
- 21 августа  Республика Корея 28 — 29  Норвегия

Матч за бронзу
- 23 августа   Республика Корея 33 — 28  Венгрия

### Гимнастика

#### Спортивная гимнастика
Мужчины
Квалификация
| Ким Дэын      | Абсолютное первенство | 15,500 | 14,725 | 15,450 | 16,050 | 16,050 | 14,625 | 92,400  | 3  |
| Ким Джихун    | Абсолютное первенство | 14,975 | 15,175 |        | 15,650 |        | 14,525 | 60,325  | 62 |
| Ким Сынъиль   | Абсолютное первенство | 14,975 | 14,550 | 14,325 | 15,650 | 15,325 | 12,175 | 87,000  | 34 |
| Ким Сумён     | Абсолютное первенство | 15,575 | 13,800 | 14,175 | 16,025 | 15,350 | 14,975 | 89,900  | 18 |
| Ян Тхэюн      | Абсолютное первенство | 13,850 | 15,000 | 14,875 | 16,000 | 16,100 | 13,475 | 89,300  | 22 |
| Ю Вончхоль    | Абсолютное первенство |        |        | 15,575 |        | 16,150 |        | 31,725  | 85 |
| Всего команда | Команда               | 61,025 | 59,450 | 60,225 | 63,725 | 63,650 | 57,600 | 365,675 | 4  |

     Квалификация для индивидуального финала
     Резерв для индивидуального финала
Командный финал
| Ким Дэын      | 15,625 |        | 15,275 | 15,950 | 15,925 | 14,400 |         |   |
| Ким Джихун    |        | 14,850 |        |        |        | 15,450 |         |   |
| Ким Сумён     | 15,825 | 14,675 |        | 15,925 |        | 15,175 |         |   |
| Ян Тхэюн      | 14,900 | 13,525 | 14,750 | 15,350 | 15,450 |        |         |   |
| Ю Вончхоль    |        |        | 15,475 |        | 15,850 |        |         |   |
| Всего команда | 46,350 | 43,050 | 45,500 | 47,225 | 47,225 | 45,025 | 274,375 | 5 |

Финал
| Ким Дэын      | Абсолютное первенство | 15,225 | 13,650 | 15,400 | 15,625 | 16,000 | 14,875 | 90,775  | 11      |
| Ким Джинхун   | Конь                  |        | 15,175 |        |        |        |        | 15,175  | 6       |
| Ян Тхэюн      | Абсолютное первенство | 15,225 | 14,300 | 14,900 | 16,075 | 16,350 | 14,750 | 91,600  | 8       |
| Ян Тхэюн      | Брусья                |        |        |        |        | 15,650 |        | 15,650  | 7       |
| Ю Вончхоль    | Брусья                |        |        |        |        | 16,250 |        | 16,250  | Серебро |
| Команда всего | Команда               | 46,350 | 43,050 | 45,500 | 47,225 | 47,225 | 45,025 | 274,375 | 5       |

Женщины
Квалификация
| Чо Хёнджу | Абсолютное первенство | 14,125 | 13,375 | 11,875 | 13,400 | 52,775 | 58 |

#### Художественная гимнастика
От Южной Кореи была заявлена одна участница.
| Спортсменка | Соревнование                | Квалификация | Квалификация | Квалификация | Квалификация | Квалификация | Квалификация | Финал     | Финал     | Финал     | Финал     | Финал     | Финал     |
| Спортсменка | Соревнование                | Скакалка     | Обруч        | Булавы       | Лента        | Всего        | Место        | Скакалка  | Обруч     | Булавы    | Лента     | Всего     | Место     |
| ----------- | --------------------------- | ------------ | ------------ | ------------ | ------------ | ------------ | ------------ | --------- | --------- | --------- | --------- | --------- | --------- |
| Син Суджи   | Индивидуальные соревнования | 16,325       | 16,375       | 16,600       | 16,850       | 66,150       | 12           | Не прошла | Не прошла | Не прошла | Не прошла | Не прошла | Не прошла |

### Гребля на байдарках и каноэ

#### Гребля на гладкой воде
Женщины
| Спортсмен | Соревнование | Предварительный раунд | Предварительный раунд | Полуфиналы | Полуфиналы | Финал     | Финал     |
| Спортсмен | Соревнование | Время                 | Место                 | Время      | Место      | Время     | Место     |
| --------- | ------------ | --------------------- | --------------------- | ---------- | ---------- | --------- | --------- |
| Лу Сунджа | K-1 500 м    | 1:58.140              | 23                    | Не прошла  | Не прошла  | Не прошла | Не прошла |

### Дзюдо
Мужчины
| Спортсмен   | Соревнование | Предварительный раунд             | 1/32                                          | 1/16                                       | 1/4                                        | 1/2                               | Доп. раунд 1                         | Доп. 1/4                              | Доп. 1/2  | Финал                                |
| Спортсмен   | Соревнование | Соп. Рез.                         | Соп. Рез.                                     | Соп. Рез.                                  | Соп. Рез.                                  | Соп. Рез.                         | Соп. Рез.                            | Соп. Рез.                             | Соп. Рез. | Соп. Рез.                            |
| ----------- | ------------ | --------------------------------- | --------------------------------------------- | ------------------------------------------ | ------------------------------------------ | --------------------------------- | ------------------------------------ | ------------------------------------- | --------- | ------------------------------------ |
| Чхве Минхо  | −60 кг       |                                   | Мигель Альбаррасин (ARG) поб. 1000-0000       | Масуд Хаджи Ахондзаде (IRI) поб. 1000-0000 | Ришод Собиров (UZB) поб. 1001-0000         | Рубен Хукес (NED) поб. 1000-0000  |                                      |                                       |           | Людвиг Пайшер (AUT) поб. 1000-0000   |
| Ким Джуджин | −66 кг       |                                   | Жуан Дерли (BRA) пор. 0001-0002               |                                            |                                            |                                   |                                      |                                       |           |                                      |
| Ван Гичхон  | −73 кг       |                                   | Ринат Ибрагимов (KAZ) поб. 1011-0000          | Шокир Муминов (UZB) поб. 1100-0000         | Леандро Гильхейро (BRA) поб. 0100-0000     | Расул Богиев (TJK) поб. 0010-0001 |                                      |                                       |           | Эльнур Маммадли (AZE) пор. 0000-1000 |
| Ким Джэ Бом | −81 кг       |                                   | Сергей Шундиков (BLR) поб. 0011-0000          | Роберт Кравчик (POL) поб. 1100-0001        | Жуан Нету (POR) поб. 0001-0000             | Гильём Элмон (NED) поб. 0001-0000 |                                      |                                       |           | Оле Бишоф (GER) пор. 0000-0010       |
| Чхве Сунхо  | −90 кг       |                                   | Хешам Месба (EGY) пор. −0000-+0000            |                                            |                                            |                                   |                                      |                                       |           |                                      |
| Чан Сунхо   | −100 kg      |                                   | Альбенис Антонио Росалес (VEN) поб. 1010-0001 | Орейдис Деспайне (CUB) поб. 0001-0000      | Найданджин Тувшинбаяр (MGL) пор. 0010-0011 |                                   | Бенджамин Берла (GER) поб. 1000-0000 | Леван Жоржолиани (GEO) пор. 0020-0021 |           |                                      |
| Ким Сонбом  | +100 кг      | Жоэль Брутус (HAI) поб. 1001-0000 | Мартин Падар (EST) пор. 0000-1100             |                                            |                                            |                                   |                                      |                                       |           |                                      |

Женщины
| Спортсменка | Соревнование | Предварительный раунд                | 1/16                                   | 1/4                                           | 1/2                                   | Доп. раунд 1   | Доп. 1/4                                | Доп. 1/2                            | Финал                                |
| Спортсменка | Соревнование | Соп. Результат                       | Соп. Результат                         | Соп. Результат                                | Соп. Результат                        | Соп. Результат | Соп. Результат                          | Соп. Результат                      | Соп. Результат                       |
| ----------- | ------------ | ------------------------------------ | -------------------------------------- | --------------------------------------------- | ------------------------------------- | -------------- | --------------------------------------- | ----------------------------------- | ------------------------------------ |
| Ким Ённам   | −48 кг       |                                      | Людмила Лусникова (UKR) поб. 0100-0000 | Алина Александра Думитру (ROU) пор. 0000-1000 |                                       |                | Эва Черновицки (HUN) пор. 0000-0001     |                                     |                                      |
| Ким Гёнъок  | −52 кг       |                                      | Мария Гарсия (DOM) поб. 1003-0000      | Сорайя Хаддад (ALG) пор. 0001-0210            |                                       |                | Мари Мюллер (LUX) поб. 0010-0001        | Ана Карраскоса (ESP) поб. 1010-0001 | Мисато Накамура (JPN) пор. 0000-0200 |
| Кн Синюн    | −57 кг       | Кетлейн Квадрос (BRA) пор. 0002-0011 |                                        |                                               |                                       |                |                                         |                                     |                                      |
| Кон Джаюн   | −63 кг       | Даниэлли Юри (BRA) поб. 1000-0100    | Сю Юхуа (CHN) поб. 0100-0012           | Аюми Танимото (JPN) пор. 0001-1000            |                                       |                | Исис Ленис Баррето (VEN) пор. 0100-1001 |                                     |                                      |
| Пак Каён    | −70 кг       | Масаэ Уэно (JPN) пор. 0000-1010      |                                        |                                               |                                       |                |                                         |                                     |                                      |
| Чон Гёнми   | −78 кг       |                                      | Мишель Роджерс (GBR) поб. 0001-0000    | Хайде Воллерт (GER) поб. 1002-0000            | Яленнис Кастильо (CUB) пор. 0000-0001 |                |                                         |                                     | Эдинанси Сильва (BRA) поб. 1010-0000 |
| Ким Наюн    | +78 кг       |                                      | Нихель Шейх Руху (TUN) поб. 0011-0001  | Тон Вэнь (CHN) пор. 0000-1001                 |                                       |                | Тэа Донгузашвили (RUS) поб. 1000-0000   | Самах Рамадан (EGY) поб. 0200-0000  | Люция Полавдер (SLO) пор. 0000-0001  |

### Конный спорт
| Спортсмен    | Соревнование | Раунд 1   | Раунд 1 | Раунд 2   | Раунд 2   | Раунд 2   | Раунд 2   | Финал     | Финал     | Финал     | Финал     |
| Спортсмен    | Соревнование | Результат | Место   | Результат | Место     | Всего     | Место     | Результат | Место     | Всего     | Место     |
| ------------ | ------------ | --------- | ------- | --------- | --------- | --------- | --------- | --------- | --------- | --------- | --------- |
| Чхве Джонсан | Выездка      | 57,333    | 46      | Не прошла | Не прошла | Не прошла | Не прошла | Не прошла | Не прошла | Не прошла | Не прошла |

### Лёгкая атлетика
Беговые дисциплины
|           | Соревнование           | Спортсмен    | Предварительный раунд 1 | Предварительный раунд 1 | Предварительный раунд 2 | Предварительный раунд 2 | Полуфинал | Полуфинал | Финал     | Финал     |
| Результат | Соревнование           | Спортсмен    | Место                   | Результат               | Место                   | Результат               | Место     | Результат | Место     |           |
| --------- | ---------------------- | ------------ | ----------------------- | ----------------------- | ----------------------- | ----------------------- | --------- | --------- | --------- | --------- |
| Мужчины   | 110 метров с барьерами | Ли Джонджун  | 13,65                   | 21 Q                    | 13,55                   | 18                      | Не прошёл | Не прошёл | Не прошёл | Не прошёл |
| Мужчины   | Марафон                | Ким Иён      |                         |                         |                         |                         |           |           | 2:23:57   | 50        |
| Мужчины   | Марафон                | Ли Бонджу    |                         |                         |                         |                         |           |           | 2:17:56   | 28        |
| Мужчины   | Марафон                | Ли Мёнсын    |                         |                         |                         |                         |           |           | 2:14:37   | 18        |
| Мужчины   | Ходьба 20 километров   | Ким Хёнсоп   |                         |                         |                         |                         |           |           | 1:22:57   | 23        |
| Мужчины   | Ходьба 20 километров   | Пак Чхильсон |                         |                         |                         |                         |           |           | 1:25:07   | 33        |
| Мужчины   | Ходьба 50 километров   | Ким Донъён   |                         |                         |                         |                         |           |           | 4:02:32   | 31        |
| Женщины   | Марафон                | Чхэ Ынхи     |                         |                         |                         |                         |           |           | 2:38:52   | 53        |
| Женщины   | Марафон                | Ли Ынджон    |                         |                         |                         |                         |           |           | 2:33:07   | 25        |
| Женщины   | Марафон                | Ли Сонъён    |                         |                         |                         |                         |           |           | 2:43:23   | 56        |
| Женщины   | Ходьба 20 километров   | Ким Миджон   |                         |                         |                         |                         |           |           | 1:33:55   | 28        |

Технические дисциплины
|           | Соревнование    | Спортсмен  | Квалификация   | Квалификация | Финал     | Финал     |
| Результат | Соревнование    | Спортсмен  | Место          | Результат    | Место     |           |
| --------- | --------------- | ---------- | -------------- | ------------ | --------- | --------- |
| Мужчины   | Тройной прыжок  | Ким Докхён | 16,88          | 18           | Не прошёл | Не прошёл |
| Мужчины   | Прыжок с шестом | Ким Юсок   | Нет результата | -            | Не прошёл | Не прошёл |
| Мужчины   | Метание копья   | Пак Джэмён | 76,63          | 17           | Не прошёл | Не прошёл |
| Женщины   | Прыжок в длину  | Чон Сунок  | 6,33           | 14           | Не прошла | Не прошла |
| Женщины   | Метание копья   | Ким Гёнъэ  | 53,13          | 46           | Не прошла | Не прошла |
| Женщины   | Толкание ядра   | Ли Миён    | 15,10          | 33           | Не прошла | Не прошла |

### Мужчины
| Спортсмен | Соревнование                | Предварительный раунд | Раунд 1            | Раунд 2                       | Раунд 3                           | Раунд 4                  | Четвертьфиналы         | Полуфиналы         | Финал              |
| Спортсмен | Соревнование                | Соперник Результат    | Соперник Результат | Соперник Результат            | Соперник Результат                | Соперник Результат       | Соперник Результат     | Соперник Результат | Соперник Результат |
| --------- | --------------------------- | --------------------- | ------------------ | ----------------------------- | --------------------------------- | ------------------------ | ---------------------- | ------------------ | ------------------ |
| О Санъын  | Индивидуальные соревнования |                       |                    |                               | Сегун Ториола (NGR) Поб. 4-3      | Тимо Болл (GER) Поб. 4-1 | Ма Линь (CHN) Пор. 0-4 |                    |                    |
| Рю Сынмин | Индивидуальные соревнования |                       |                    |                               | Ко Лай Чак (HKG) Пор. 2-4         |                          |                        |                    |                    |
| Юн Джэён  | Индивидуальные соревнования |                       |                    | Вильям Хенцель (AUS) Поб. 4-3 | Вернер Шлагер (AUT) (13) Пор. 3-4 |                          |                        |                    |                    |

Команда
Групповой раунд
13 августа
| Республика Корея | 3—0 | Швеция   |
| Республика Корея | 3—1 | Бразилия |

14 августа
| Республика Корея | 3—1 | Китайский Тайбэй |

| Группа C         | О | И | В | П | ВМ | ПМ |
| ---------------- | - | - | - | - | -- | -- |
| Республика Корея | 6 | 3 | 3 | 0 | 9  | 2  |
| Китайский Тайбэй | 5 | 3 | 2 | 1 | 7  | 6  |
| Швеция           | 4 | 3 | 1 | 2 | 5  | 6  |
| Бразилия         | 3 | 3 | 0 | 3 | 2  | 9  |

Полуфинал
16 августа
| Республика Корея | 0—3 | Китай |

Плей-офф, раунд 2
17 августа
| Республика Корея | 3—1 | Гонконг |

Матч за бронзу
18 августа
| Республика Корея | 3—1 | Австрия |

### Женщины
| Спортсменка | Соревнование                | Предварительный раунд | Раунд 1             | Раунд 2                | Раунд 3                        | Раунд 4                     | Четвертьфиналы      | Полуфиналы          | Финал               |
| Спортсменка | Соревнование                | Соперница Результат   | Соперница Результат | Соперница Результат    | Соперница Результат            | Соперница Результат         | Соперница Результат | Соперница Результат | Соперница Результат |
| ----------- | --------------------------- | --------------------- | ------------------- | ---------------------- | ------------------------------ | --------------------------- | ------------------- | ------------------- | ------------------- |
| Тан Есо     | Индивидуальные соревнования |                       |                     | Мяо Мяо (AUS) Поб. 4-1 | Фэн Тяньвэй (SIN) (6) Пор. 0-4 |                             |                     |                     |                     |
| Ким Кёнъа   | Индивидуальные соревнования |                       |                     |                        | Фукуока Харуна (JPN) Поб. 4-2  | Ван Чэнь (USA) Пор. 3-4     |                     |                     |                     |
| Пак Миён    | Индивидуальные соревнования |                       |                     |                        | Ким Джон (PRK) Поб. 4-0        | Ван Нань (CHN) (3) Пор. 2-4 |                     |                     |                     |

Команда
Групповой раунд
13 августа
| Республика Корея | 3—0 | Испания |

14 августа
| Республика Корея | 3—0 | Австралия |
| Республика Корея | 3—0 | Япония    |

| Группа D         | О | И | В | П | ВМ | ПМ |
| ---------------- | - | - | - | - | -- | -- |
| Республика Корея | 6 | 3 | 3 | 0 | 9  | 0  |
| Япония           | 5 | 3 | 2 | 1 | 6  | 5  |
| Испания          | 4 | 3 | 1 | 2 | 5  | 6  |
| Австралия        | 3 | 3 | 0 | 3 | 0  | 9  |

Полуфинал
15 августа
| Республика Корея | 2—3 | Сингапур |

Плей-офф, раунд 2
16 августа
| Республика Корея | 3—0 | США |

Матч за бронзу
17 августа
| Республика Корея | 3—0 | Япония |

### Парусный спорт
Мужчины
| Спортсмен           | Соревнование | Гонка | Гонка | Гонка | Гонка | Гонка | Гонка | Гонка | Гонка | Гонка | Гонка | Гонка | Очков | Место |
| Спортсмен           | Соревнование | 1     | 2     | 3     | 4     | 5     | 6     | 7     | 8     | 9     | 10    | 11    | Очков | Место |
| ------------------- | ------------ | ----- | ----- | ----- | ----- | ----- | ----- | ----- | ----- | ----- | ----- | ----- | ----- | ----- |
| Ли Тхэхун           | RS:X         | 22    | 14    | 20    | 15    | 20    | 25    | 13    | 11    | 9     | 9     | -     | 133   | 18    |
| Ха Джимин           | Лазер        | 23    | 33    | 37    | 31    | 13    | 17    | 17    | 34    | 22    | *     | -     | 190   | 28    |
| Ким Хёнтхэ Юн Чхыль | 470          | 17    | 24    | 21    | 27    | 20    | 3     | 23    | 25    | 22    | 25    | -     | 180   | 25    |

* отменено

### Современное пятиборье
Мужчины
| Спортсмен  | Соревнование                | Стрельба | Стрельба | Стрельба | Фехтование | Фехтование | Фехтование | Плавание | Плавание | Плавание | Конкур         | Конкур | Конкур | Бег     | Бег  | Бег   | Всего | Место |
| Спортсмен  | Соревнование                | Счёт     | Очки     | Место    | Победы     | Очки       | Место      | Время    | Очки     | Место    | Время/штраф    | Очки   | Место  | Время   | Очки | Место | Всего | Место |
| ---------- | --------------------------- | -------- | -------- | -------- | ---------- | ---------- | ---------- | -------- | -------- | -------- | -------------- | ------ | ------ | ------- | ---- | ----- | ----- | ----- |
| Ли Чхонхон | Индивидуальные соревнования | 176      | 1048     | 26       | 19-16      | 856        | 10         | 2:09.18  | 1252     | 27       | Не финишировал | 84     | 34     | 9:41.05 | 1076 | 20    | 4316  | 33    |
| Нам Донхун | Индивидуальные соревнования | 181      | 1108     | 18       | 15-20      | 760        | 24         | 2:05.28  | 1300     | 16       | 144.52/380     | 540    | 30     | 9:30.67 | 1120 | 14    | 4828  | 29    |

Women
| Спортсмен | Соревнование                | Стрельба | Стрельба | Стрельба | Фехтование | Фехтование | Фехтование | Плавание | Плавание | Плавание | Конкур      | Конкур | Конкур | Бег      | Бег  | Бег   | Всего | Место |
| Спортсмен | Соревнование                | Счёт     | Очки     | Место    | Победы     | Очки       | Место      | Время    | Очки     | Место    | Время/штраф | Очки   | Место  | Время    | Очки | Место | Всего | Место |
| --------- | --------------------------- | -------- | -------- | -------- | ---------- | ---------- | ---------- | -------- | -------- | -------- | ----------- | ------ | ------ | -------- | ---- | ----- | ----- | ----- |
| Юн Чхорон | Индивидуальные соревнования | 166      | 928      | 34       | 16-19      | 784        | 22         | 2:22.88  | 1208     | 24       | 71.57/140   | 1060   | 24     | 11:47.30 | 892  | 35    | 4872  | 33    |

### Стрельба из лука
Мужчины:
| Спортсмен                          | Соревнование                | Предварительный раунд | Предварительный раунд | 1/64                                | 1/32                                  | 1/16                                           | Четвертьфиналы                                          | Полуфиналы                               | Финал                               | Финал  |
| Спортсмен                          | Соревнование                | Очков                 | Номер посева          | Противник Результат                 | Противник Результат                   | Противник Результат                            | Противник Результат                                     | Противник Результат                      | Противник Результат                 | Место  |
| ---------------------------------- | --------------------------- | --------------------- | --------------------- | ----------------------------------- | ------------------------------------- | ---------------------------------------------- | ------------------------------------------------------- | ---------------------------------------- | ----------------------------------- | ------ |
| Лим Донхён                         | Индивидуальные соревнования | 670                   | 8                     | Али Салем (QAT)(37) Поб. 108-103    | Батч Джонсон (USA) (40) Поб. 115-106  | Вик Вандерле (USA) (41) Пор. 111-113           | Не прошёл                                               | Не прошёл                                | Не прошёл                           |        |
| Ли Чханхван                        | Индивидуальные соревнования | 669                   | 10                    | Цзян Линь (CHN) (55) Поб. 112-108   | Юсуф Эргин (TUR) (55) Поб. 117-109 OR | Чэн Чусянь (MAS) (26) Пор. 105 (+18)-105 (+19) | Не прошёл                                               | Не прошёл                                | Не прошёл                           |        |
| Пак Кёнмо                          | Индивидуальные соревнования | 676                   | 4                     | Луиз Трайнини (BRA)(61) Поб. 116-99 | Го Чэнвэй (TPE) (29) Поб. 111-110     | Рафал Добровльский (POL) (13) Поб. 113-105     | Хуан Карлос Стивенс (CUB) (28) Поб. 108 (+19)-108 (+17) | Хуан Рене Серрано (MEX) (1) Поб. 115-112 | Виктор Рубан (UKR) (3) Пор. 112-113 |        |
| Лим Донхён, Ли Чханхван, Пак Кёнмо | Командные соревнования      | 2015                  | 1                     |                                     |                                       |                                                | Польша(8) · Поб. 224—222                                | Китай(12) · Поб. 221—218                 | Италия(6) · Поб. 227—225            | Золото |

Женщины:
| Спортсменка                     | Соревнование                | Предварительный раунд | Предварительный раунд | 1/64                                          | 1/32                                    | 1/16                                      | Четвертьфиналы                            | Полуфиналы                                | Финал                                     | Финал   |
| Спортсменка                     | Соревнование                | Очков                 | Номер посева          | Противник Результат                           | Противник Результат                     | Противник Результат                       | Противник Результат                       | Противник Результат                       | Противник Результат                       | Место   |
| ------------------------------- | --------------------------- | --------------------- | --------------------- | --------------------------------------------- | --------------------------------------- | ----------------------------------------- | ----------------------------------------- | ----------------------------------------- | ----------------------------------------- | ------- |
| Чу Хёнджон                      | Индивидуальные соревнования | 664                   | 3                     | Сигрид Ромеро (COL) (30) Поб. 108-98          | Наталья Валеева (ITA) (62) Поб. 110-108 | Беранжер Шу (FRA) (14) Поб. 109-104       | Чжан Цзюаньцзюань (CHN) (27) Пор. 101-106 | Не прошла                                 | Не прошла                                 |         |
| Пак Сонхён                      | Индивидуальные соревнования | 673                   | 1                     | Хадиджа Аббуда (MAR) (64) Поб. 112-80         | Аня Хицлер (GER) (33) Поб. 112-107      | Элпида Романци (GRE) (49) Поб. 115-103 OR | Нами Хаякава (JPN) (9) Поб. 112-103       | Квон Унсиль (PRK) (5) Поб. 109-106        | Чжан Цзюаньцзюань (CHN) (27) Пор. 109-110 | Серебро |
| Юн Окхи                         | Индивидуальные соревнования | 667                   | 2                     | Альбина Камальтдинова (TJK) (63) Поб. 109-102 | Мари-Пьер Боде (CAN) (34) Поб. 114-107  | Чэнь Лин (CHN) (15) Поб. 113-103          | Хатуна Лориг (USA) (26) Поб. 111-105      | Чжан Цзюаньцзюань (CHN) (27) Пор. 111-109 | Квон Унсиль (PRK) (5) Поб. 109-106        | Бронза  |
| Чу Хёнджон, Пак Сонхён, Юн Окхи | Командные соревнования      | 2004                  | 1                     |                                               |                                         |                                           | Италия(9) · Поб. 231—217                  | Франция(5) · Поб. 213—184                 | Китай(3) · Поб. 224—215                   | Золото  |

### Стрельба
Мужчины
| Спортсмен   | Соревнование              | Квалификация | Квалификация | Финал     | Финал     | Место   |
| Спортсмен   | Соревнование              | Очков        | Место        | Очков     | Всего     | Место   |
| ----------- | ------------------------- | ------------ | ------------ | --------- | --------- | ------- |
| Хан Джинсоп | 10 м винтовка             | 590          | 26           | не прошёл | не прошёл | 26      |
| Хан Джинсоп | 50 м винтовка три позиции | 1165         | 15           | не прошёл | не прошёл | 15      |
| Пак Бондок  | 10 м винтовка             | 593          | 16           | не прошёл | не прошёл | 16      |
| Пак Бондок  | 50 м винтовка лёжа        | 587          | 43           | не прошёл | не прошёл | 43      |
| Пак Бондок  | 50 м винтовка три позиции | 1159         | 31           | не прошёл | не прошёл | 31      |
| Ким Хакман  | 50 м винтовка лёжа        | 591          | 28           | не прошёл | не прошёл | 28      |
| Чин Джонъо  | 10 м пистолет             | 584          | 2            | 100,5     | 684,5     | Серебро |
| Чин Джонъо  | 50 м пистолет             | 563          | 6            | 97,4      | 660,4     | Золото  |
| Ли Дэмён    | 10 м пистолет             | 580          | 16           | не прошёл | не прошёл | 16      |
| Ли Дэмён    | 50 м пистолет             | 551          | 26           | не прошёл | не прошёл | 26      |
| Ли Юнсик    | Трап                      | 115          | 15           | не прошёл | не прошёл | 15      |

Женщины
| Спортсменка | Соревнование              | Квалификация | Квалификация | Финал     | Финал     | Место |
| Спортсменка | Соревнование              | Очков        | Место        | Очков     | Всего     | Место |
| ----------- | ------------------------- | ------------ | ------------ | --------- | --------- | ----- |
| Ким Чханми  | 10 м винтовка             | 396          | 10th         | не прошла | не прошла | 10th  |
| Ким Ёуль    | 10 м винтовка             | 395          | 13           | не прошла | не прошла | 13    |
| Ким Юён     | 50 м винтовка три позиции | 569          | 34           | не прошла | не прошла | 34    |
| Ан Сугён    | 25 м пистолет             | 288          | 23           | не прошла | не прошла | 23    |
| Ли Хорим    | 10 м пистолет             | 380          | 21           | не прошла | не прошла | 21    |
| Ли Хорим    | 25 м пистолет             | 289          | 20           | не прошла | не прошла | 20    |
| Ким Юнми    | 10 м пистолет             | 382          | 16           | не прошла | не прошла | 16    |
| Ким Минджи  | Скит                      | 55           | 18           | не прошла | не прошла | 18    |
| Ли Бона     | Трап                      | 55           | 19           | не прошла | не прошла | 19    |

### Теннис
Мужчины
| Спортсмен  | Соревнование     | 1/64                      | 1/64     | 1/32      | 1/32      | 1/16      | 1/16      | Четвертьфинал | Четвертьфинал | Полуфинал | Полуфинал | Финал     | Финал     | Финал     |
| Спортсмен  | Соревнование     | Соперник                  | Счёт     | Соперник  | Счёт      | Соперник  | Счёт      | Соперник      | Счёт          | Соперник  | Счёт      | Соперник  | Счёт      | Место     |
| ---------- | ---------------- | ------------------------- | -------- | --------- | --------- | --------- | --------- | ------------- | ------------- | --------- | --------- | --------- | --------- | --------- |
| Ли Хёнтхэк | Одиночный разряд | Рафаэль Аревало Сальвадор | пор. 1-2 | Не прошёл | Не прошёл | Не прошёл | Не прошёл | Не прошёл     | Не прошёл     | Не прошёл | Не прошёл | Не прошёл | Не прошёл | Не прошёл |

### Тхэквондо
Спортсменов — 4
Мужчины
| Спортсмен   | Соревнование | 1/16                               | Четвертьфинал                  | Полуфинал                   | Финал                                 | Финал |
| Спортсмен   | Соревнование | Соперник Результат                 | Соперник Результат             | Соперник Результат          | Соперник Результат                    | Место |
| ----------- | ------------ | ---------------------------------- | ------------------------------ | --------------------------- | ------------------------------------- | ----- |
| Сон Тхэджин | до 68 кг     | Деннис Беккерс (NED) поб. 4:3      | Сервет Тазегюль (TUR) поб. 1:0 | Сун Ючи (TPE) поб. 7:6      | Марк Лопес (USA) поб. 3:2             | 1     |
| Чха Дон Мин | свыше 80 кг  | Кристофер Мойтлэнд (CRC) поб. 1:−2 | Акмал Эргашев (UZB) поб. 2:0   | Анхель Матос (CUB) поб. 1:0 | Александрос Николаидис (GRE) поб. 5:4 | 1     |

Женщины
| Спортсменка | Соревнование | 1/16                                    | Четвертьфинал                 | Полуфинал                           | Финал                            | Финал  |
| Спортсменка | Соревнование | Соперник Результат                      | Соперник Результат            | Соперник Результат                  | Соперник Результат               | Место  |
| ----------- | ------------ | --------------------------------------- | ----------------------------- | ----------------------------------- | -------------------------------- | ------ |
| Лим Суджон  | −57 кг       | Су Ливэнь (TPE) поб. 1 — 0              | Робин Чонг (NZL) поб. 4 — 1   | Вероника Калабрезе (ITA) поб. 5 — 1 | Азизе Танрикулу (TUR) поб. 1 — 0 | Золото |
| Хван Кёнсон | −67 кг       | Шейха Майта Аль-Мактум (UAE) поб. 5 — 1 | Сандра Сарич (CRO) поб. 3 — 1 | Глади Эпанг (FRA) поб. 2 — 1        | Карин Сержери (CAN) поб. 2 — 1   | Золото |

### Тяжёлая атлетика
Мужчины
| Спортсмен   | Соревнование | Рывок     | Рывок | Толчок    | Толчок | Сумма | Место  |
| Спортсмен   | Соревнование | Результат | Место | Результат | Место  | Сумма | Место  |
| ----------- | ------------ | --------- | ----- | --------- | ------ | ----- | ------ |
| Чи Хунмин   | -62 кг       | 142       | 2     | 0         | -      | 0     | DNF    |
| Ли Бэюн     | -69 кг       | 155       | 2     | 0         | -      | 0     | DNF    |
| Ким Кванхун | -77 кг       | 155       | 11    | 200       | 2      | 355   | 4      |
| Са Джэхёк   | -77 кг       | 163       | 3     | 203       | 1      | 366   | Золото |
| Чон Сангын  | +105 кг      | 0         | -     | -         | -      | 0     | DNF    |

Женщины
| Спортсменка | Соревнование | Рывок     | Рывок | Толчок    | Толчок | Сумма | Место   |
| Спортсменка | Соревнование | Результат | Место | Результат | Место  | Сумма | Место   |
| ----------- | ------------ | --------- | ----- | --------- | ------ | ----- | ------- |
| Лим Джонхва | -48 кг       | 86        | 3     | 110       | 4      | 196   | 4       |
| Юн Джин Хи  | -53 кг       | 94        | 3     | 119       | 2      | 213   | Серебро |
| Ким Сукюн   | -63 кг       | 98        | 8     | 127       | 4      | 225   | 6       |
| Чан Миран   | +75 кг       | 140       | 1     | 186       | 1      | 326   | Золото  |

### Фехтование
Мужчины
| Спортсмен     | Соревнование             | Посев | 1/64                               | 1/32                                  | 1/16                               | Четвертьфиналы                     | Полуфиналы                 | Финал                    | Финал |
| Спортсмен     | Соревнование             | Посев | Соперник Счёт                      | Соперник Счёт                         | Соперник Счёт                      | Соперник Счёт                      | Соперник Счёт              | Соперник Счёт            | Место |
| ------------- | ------------------------ | ----- | ---------------------------------- | ------------------------------------- | ---------------------------------- | ---------------------------------- | -------------------------- | ------------------------ | ----- |
| Чин Сонджон   | Шпага (мужчины)          | 3     |                                    | Ли Гоцзи (CHN) (30) поб. 15-6         | Дмитрий Чумак (UKR) (14) поб. 15-6 | Фабрис Жанне (FRA) (27) пор. 11-15 | Не прошёл                  | Не прошёл                |       |
| Ким Сынгу     | Шпага (мужчины)          | 25    | Селло Мадума (RSA) (40) поб. 15-12 | Геза Имре (HUN) (8) пор. 14-15        | Не прошёл                          | Не прошёл                          | Не прошёл                  | Не прошёл                |       |
| Ким Вонджин   | Шпага (мужчины)          | 17    |                                    | Хосе Луис Абахо (ESP) (16) пор. 14-15 | Не прошёл                          | Не прошёл                          | Не прошёл                  | Не прошёл                |       |
| Чхве Бёнчхоль | Рапира (мужчины)         | 7     |                                    | Халид Аль-Хамади (QAT) (26) поб. 15-3 | Юки Ота (JPN) (10) пор. 14-15      | Не прошёл                          | Не прошёл                  | Не прошёл                |       |
| О Ынсок       | Сабля (мужчины)          | 11    |                                    | Дмитрий Лапкес (BLR) (22) поб. 15-8   | Николя Лопе (FRA) (27) пор. 11-15  | Не прошёл                          | Не прошёл                  | Не прошёл                |       |
|               | Шпага (мужчины, команда) | 6     |                                    |                                       |                                    | Италия (3) · пор. 37-45            | Венесуэла (7) · пор. 38-45 | Украина (5) · пор. 39-41 | 8     |

Женщины
| Спортсменка | Соревнование     | Посев | 1/64          | 1/32                                    | 1/16                                 | Четвертьфиналы                       | Полуфиналы                             | Финал                                | Финал   |
| Спортсменка | Соревнование     | Посев | Соперник Счёт | Соперник Счёт                           | Соперник Счёт                        | Соперник Счёт                        | Соперник Счёт                          | Соперник Счёт                        | Место   |
| ----------- | ---------------- | ----- | ------------- | --------------------------------------- | ------------------------------------ | ------------------------------------ | -------------------------------------- | ------------------------------------ | ------- |
| Чон Хёджон  | Шпага (женщины)  | 16    |               | Келли Хёрли (USA) (17) поб. 15-6        | Бритта Хайдеманн (GER) (1) пор. 5-12 | Не прошла                            | Не прошла                              | Не прошла                            |         |
| Чон Гильок  | Рапира (женщины) | 21    |               | Тиэко Сугавара (JPN) (12) пор. 9-11     | Не прошла                            | Не прошла                            | Не прошла                              | Не прошла                            |         |
| Нам Хёнхи   | Рапира (женщины) | 4     |               | Иман Шабан (EGY) (36) поб. 15-6         | Габриэлла Варга (HUN) (13) поб. 15-4 | Тиэко Сугавара (JPN) (12) поб. 15-10 | Джованна Триллини (ITA) (1) поб. 15-10 | Валентина Веццали (ITA) (2) пор. 5-6 | Серебро |
| Ким Гымхва  | Сабля (женщины)  | 13    |               | Кароль Вернье (FRA) (20) поб. 15-14     | Тань Сюэ (CHN) (4) пор. 8-15         | Не прошла                            | Не прошла                              | Не прошла                            |         |
| Ли Синми    | Сабля (женщины)  | 10    |               | Ольга Овчинникова (CAN) (23) пор. 13-15 | Не прошла                            | Не прошла                            | Не прошла                              | Не прошла                            |         |

### Футбол
Мужская сборная Южной Кореи участвовала в турнире, но не прошла в плей-офф.

#### Состав
| №                     | Имя            | Клуб                   | Дата рождения    | Возраст | Игр     | Голов   |
| Вратари               | Вратари        | Вратари                | Вратари          | Вратари | Вратари | Вратари |
| --------------------- | -------------- | ---------------------- | ---------------- | ------- | ------- | ------- |
| 1                     | Чон Сон Рён    | Соннам Ильхва Чхонма   | 4 января 1985    | 23      | 3       | -4      |
| 18                    | Сон Ю Голь     | Инчхон Юнайтед         | 16 февраля 1985  | 23      | 0       | 0       |
| Защитники             |                |                        |                  |         |         |         |
| 2                     | Син Гван Хун   | Пхохан Стилерс         | 18 марта 1987    | 21      | 3       | 0       |
| 3                     | Ким Дон Джин*  | Зенит (СПб)            | 29 января 1982   | 26      | 3       | 1       |
| 4                     | Кан Мин Су     | Чонбук Хёндэ Моторс    | 14 февраля 1986  | 22      | 3       | 0       |
| 5                     | Ким Чан Су     | Пусан Ай Парк          | 12 сентября 1985 | 22      | 0       | 0       |
| 6                     | Ким Чин Гю (к) | Сеул                   | 16 февраля 1985  | 23      | 3       | 0       |
| 15                    | Ким Кун Хван   | Кёнхи Тэхаккё          | 12 августа 1986  | 21      | 2       | 0       |
| Полузащитники         |                |                        |                  |         |         |         |
| 7                     | О Джан Ын      | Ульсан Хёндэ           | 24 июля 1985     | 23      | 2       | 0       |
| 8                     | Ким Чон У*     | Соннам Ильхва Чхонма   | 9 мая 1982       | 26      | 3       | 0       |
| 11                    | Ли Чхон Ён     | Сеул                   | 2 июля 1988      | 20      | 3       | 0       |
| 12                    | Ки Сон Ён      | Сеул                   | 24 января 1989   | 19      | 3       | 0       |
| 13                    | Ким Сын Ён     | Кванджу Санму Финикс   | 14 марта 1985    | 23      | 1       | 0       |
| 14                    | Пэк Чи Хун     | Сувон Самсунг Блюуингз | 28 февраля 1985  | 23      | 3       | 0       |
| 16                    | Чо Ён Чхоль    | Иокогама               | 31 мая 1989      | 19      | 2       | 0       |
| Нападающие            |                |                        |                  |         |         |         |
| 9                     | Син Ён Рок     | Сувон Самсунг Блюуингз | 27 марта 1987    | 21      | 3       | 0       |
| 10                    | Пак Чу Ён      | Сеул                   | 10 июля 1985     | 23      | 3       | 1       |
| 17                    | Ли Гын Хо      | Тэгу                   | 11 апреля 1985   | 23      | 3       | 0       |
| Главный тренер        |                |                        |                  |         |         |         |
| Флаг Республики Корея | Пак Сон Хва    | Пак Сон Хва            | 7 марта 1955     | 53      |         |         |

#### Результаты

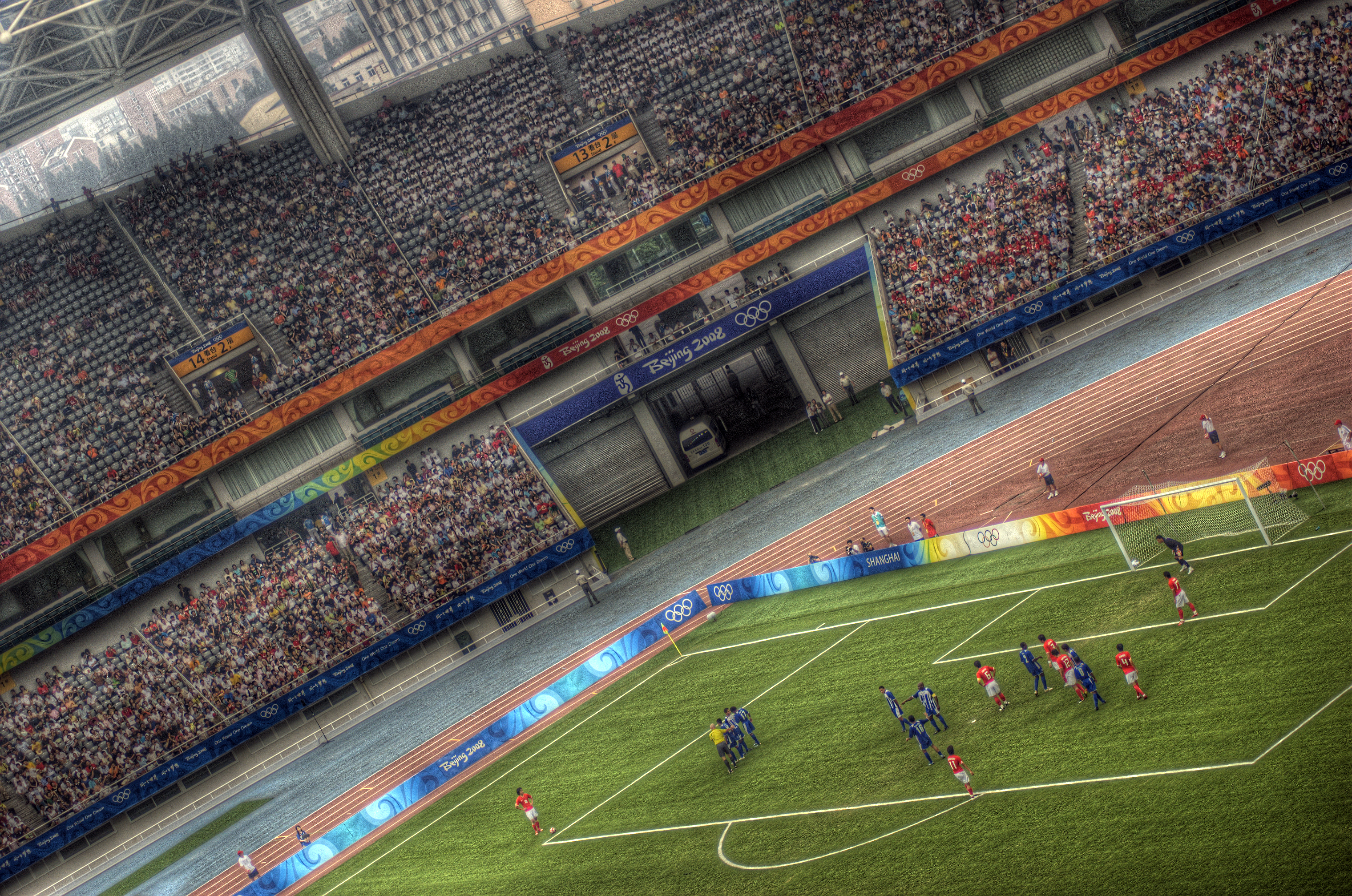
Матч между Южной Кореей и Гондурасом

|   | Команда          | И | В | Н | П | ГЗ | ГП | +/- | Очки |
| - | ---------------- | - | - | - | - | -- | -- | --- | ---- |
| 1 | Италия           | 3 | 2 | 1 | 0 | 6  | 0  | +6  | 7    |
| 2 | Камерун          | 3 | 1 | 2 | 0 | 2  | 1  | +1  | 5    |
| 3 | Республика Корея | 3 | 1 | 1 | 1 | 2  | 4  | −2  | 4    |
| 4 | Гондурас         | 3 | 0 | 0 | 3 | 0  | 5  | −5  | 0    |

| 7 августа 2008 19:45 | \| Республика Корея \| 1:1 (0:0) Отчёт \| Камерун \| \| Пак Чу Ён 68' \| Голы \| Жорж Манджек 81' \| | Стадион: Олимпийский спортивный центр, Циньхуандао Зрителей: 21 943 Судья: Джейр Марруфо |
| Республика Корея     | 1:1 (0:0) Отчёт                                                                                      | Камерун                                                                                  |
| Пак Чу Ён 68'        | Голы                                                                                                 | Жорж Манджек 81'                                                                         |

| 10 августа 2008 19:45                                       | \| Италия \| 3:0 (2:0) Отчёт \| Республика Корея \| \| Джузеппе Росси 15' Томмазо Рокки 32' Риккардо Монтоливо 90' \| Голы \| \| | Стадион: Олимпийский спортивный центр, Циньхуандао Зрителей: 29 455 Судья: Томас Айнваллер |
| Италия                                                      | 3:0 (2:0) Отчёт | Республика Корея                                                                           |
| Джузеппе Росси 15' Томмазо Рокки 32' Риккардо Монтоливо 90' | Голы |                                                                                            |

| 13 августа 2008 17:00 | \| Республика Корея \| 1:0 (1:0) Отчёт \| Гондурас \| \| Ким Дон Джин 23' \| Голы \| \| | Стадион: Шанхай, Шанхай Зрителей: 34 160 Судья: Майкл Хестер |
| Республика Корея      | 1:0 (1:0) Отчёт                                                                         | Гондурас                                                     |
| Ким Дон Джин 23'      | Голы                                                                                    |                                                              |

### Хоккей на траве

#### Мужчины
Мужская сборная Южной Кореи закончила своё выступление на этапе предварительных соревнований.
Предварительный раунд — Группа A
| Место | Команда          | В | Н | П | МЗ | МП | МР | Очки |
| ----- | ---------------- | - | - | - | -- | -- | -- | ---- |
| 1     | Испания          | 4 | 0 | 1 | 9  | 5  | +4 | 12   |
| 2     | Германия         | 3 | 2 | 0 | 12 | 6  | +6 | 11   |
| 3     | Республика Корея | 2 | 1 | 2 | 13 | 11 | +2 | 7    |
| 4     | Новая Зеландия   | 2 | 1 | 2 | 10 | 9  | +1 | 7    |
| 5     | Бельгия          | 1 | 1 | 3 | 9  | 13 | −4 | 4    |
| 6     | Китай            | 0 | 1 | 4 | 7  | 16 | −9 | 1    |

| 11 августа 2008 18:00 | \| Республика Корея \| 1:3 \| Новая Зеландия \| | Стадион: Олимпийский зелёный хоккейный стадион, Пекин |
| Республика Корея      | 1:3                                             | Новая Зеландия                                        |

| 13 августа 2008 10:30 | \| Китай \| 2:5 \| Республика Корея \| | Стадион: Олимпийский зелёный хоккейный стадион, Пекин |
| Китай                 | 2:5                                    | Республика Корея                                      |

| 15 августа 2008 21:00 | \| Республика Корея \| 3:3 \| Германия \| | Стадион: Олимпийский зелёный хоккейный стадион, Пекин |
| Республика Корея      | 3:3                                       | Германия                                              |

| 17 августа 2008 10:30 | \| Республика Корея \| 3:1 \| Бельгия \| | Стадион: Олимпийский зелёный хоккейный стадион, Пекин |
| Республика Корея      | 3:1                                      | Бельгия                                               |

| 19 августа 2008 18:30 | \| Республика Корея \| 1:2 \| Испания \| | Стадион: Олимпийский зелёный хоккейный стадион, Пекин |
| Республика Корея      | 1:2                                      | Испания                                               |

Состав команды

| - Ко Донсик - Ким Пёнхун - Ким Чхоль - Ким Ёнбэ - Ли Намён - Со Джонхо - Кан Сонджун - Юн Сонхун | - Ю Хёсик - Ё Унгон - Чха Джонбок - Ли Мёнхо - Хон Ынсон - Кан Мунгвон - Ким Самсок - Чан Джонхён |  |

#### Женщины
Женская сборная Южной Кореи закончила своё выступление на этапе предварительных соревнований.
Предварительный раунд — Группа A
| Место | Команда          | В | Н | П | МЗ | МП | МР  | Очки |
| ----- | ---------------- | - | - | - | -- | -- | --- | ---- |
| 1     | Нидерланды       | 5 | 0 | 0 | 14 | 3  | +11 | 15   |
| 2     | Китай            | 3 | 1 | 1 | 14 | 4  | +10 | 10   |
| 3     | Австралия        | 3 | 1 | 1 | 17 | 9  | +8  | 10   |
| 4     | Испания          | 2 | 0 | 3 | 4  | 12 | −8  | 6    |
| 5     | Республика Корея | 1 | 0 | 4 | 13 | 18 | −5  | 3    |
| 6     | ЮАР              | 0 | 0 | 5 | 2  | 18 | −16 | 0    |

| 10 августа 2008 18:00 | \| Австралия \| 5:4 \| Республика Корея \| | Стадион: Олимпийский зелёный хоккейный стадион, Пекин |
| Австралия             | 5:4                                        | Республика Корея                                      |

| 12 августа 2008 20:30 | \| Нидерланды \| 3:2 \| Республика Корея \| | Стадион: Олимпийский зелёный хоккейный стадион, Пекин |
| Нидерланды            | 3:2                                         | Республика Корея                                      |

| 14 августа 2008 18:00 | \| Испания \| 2:1 \| Республика Корея \| | Стадион: Олимпийский зелёный хоккейный стадион, Пекин |
| Испания               | 2:1                                      | Республика Корея                                      |

| 16 августа 2008 18:30 | \| Республика Корея \| 1:6 \| Китай \| | Стадион: Олимпийский зелёный хоккейный стадион, Пекин |
| Республика Корея      | 1:6                                    | Китай                                                 |

| 18 августа 2008 10:30 | \| Республика Корея \| 5:2 \| ЮАР \| | Стадион: Олимпийский зелёный хоккейный стадион, Пекин |
| Республика Корея      | 5:2                                  | ЮАР                                                   |

Состав команды

| - Мун Ёнхви - Чхо Хесук - Ким Ённан - Ли Сонок - Ким Джонхи - Пак Михён - Ким Джингён - Ким Мисон | - Ким Джонъын - Ым Миён - Ким Сонхи - Со Хеджин - Пак Джонсук - Ким Ынсиль - Ким Дарэ - Хан Херён |  |